# ハンス・ヴァイディッツ
ハンス・ヴァイディッツ（Hans Weiditz、同名の父親と区別するために、Hans Weiditz the Younger, Hans Weiditz der Jüngere, Hans Weiditz II 、1495年 - 1537年頃）はドイツの版画家である。16世紀に刊行された、14世紀の詩人、ペトラルカ 『順逆両境への対処法』("De remediis utriusque fortunae"）の版に戯画的な挿絵を描いたことや、オットー・ブルンフェルスの本草書の図版を描いたことで知られる。

## 略歴
フライブルクで生まれた。父親とされるのは、同名の、Hans Weiditz dem Älteren(1475年頃 - 1516年頃)で、1497年から1514年にフライブルク・イム・ブライスガウで働いた職人(彫刻家)で、フライブルク大聖堂の彫刻作品を制作した工房の人物とされている。

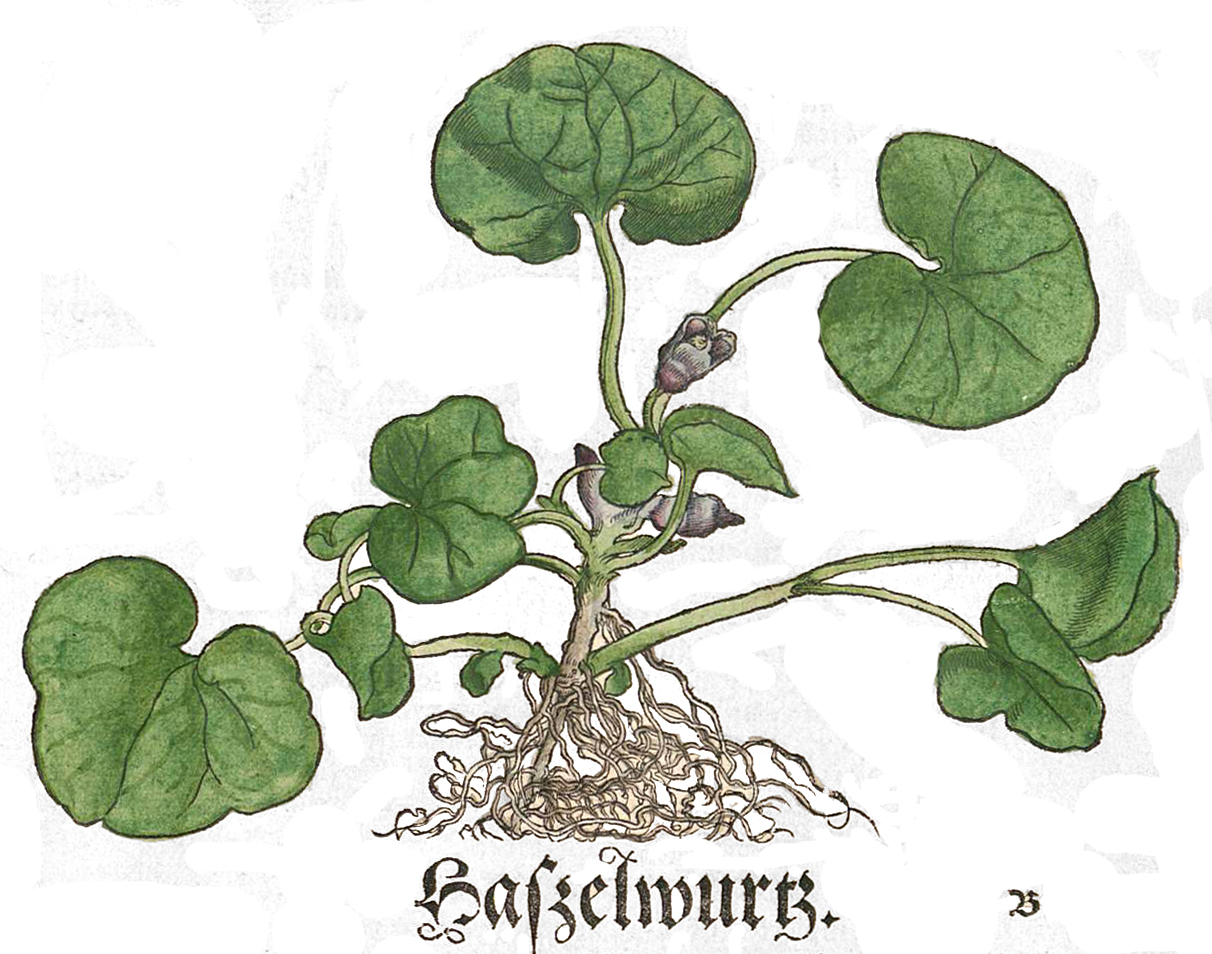
本草書の図版

兄弟のクリストフ・ヴァイディッツ(1500-1559)ともに、キアロスクーロ版画(多色刷り木版画)の発明者とされるハンス・ブルクマイアーのもとで活動した当時の有名な版画家、アルブレヒト・デューラー、ハンス・ホルバインらの有力な仲間であった。1512年から1522年はアウクスブルクで活動し、1522年からはストラスブールで、書籍の図版の木版画を製作した。マルクス・トゥッリウス・キケロの『義務について』("De officiis")やアプレイウスの『変容（または黄金のロバ）』、プラウトゥスの喜劇などが印刷刊行された版の挿絵を作成した
。ヴァイディッツは原画を描き、製版彫刻はJost de Negkerらが行った。
1530年から1536年の間に出版されたオットー・ブルンフェルスの解説による本草書『本草写生図譜』の図版を描いた。これは植物図の分野では、画期的な進歩を示すものとなった。出版業者クリスチャン・エゲノルフは、『本草写生図譜』から多くの図版を流用し、本草書『ハーブ、木、低木、野菜や穀物』（Herbarum, arborum, fruticum, frumentorum ac leguminem , 1533）を出版した。『本草写生図譜』の出版者ヨハン・ショットは、エンゲルノフを著作権の侵害で訴えることになった。

## ヴァイディッツの作品

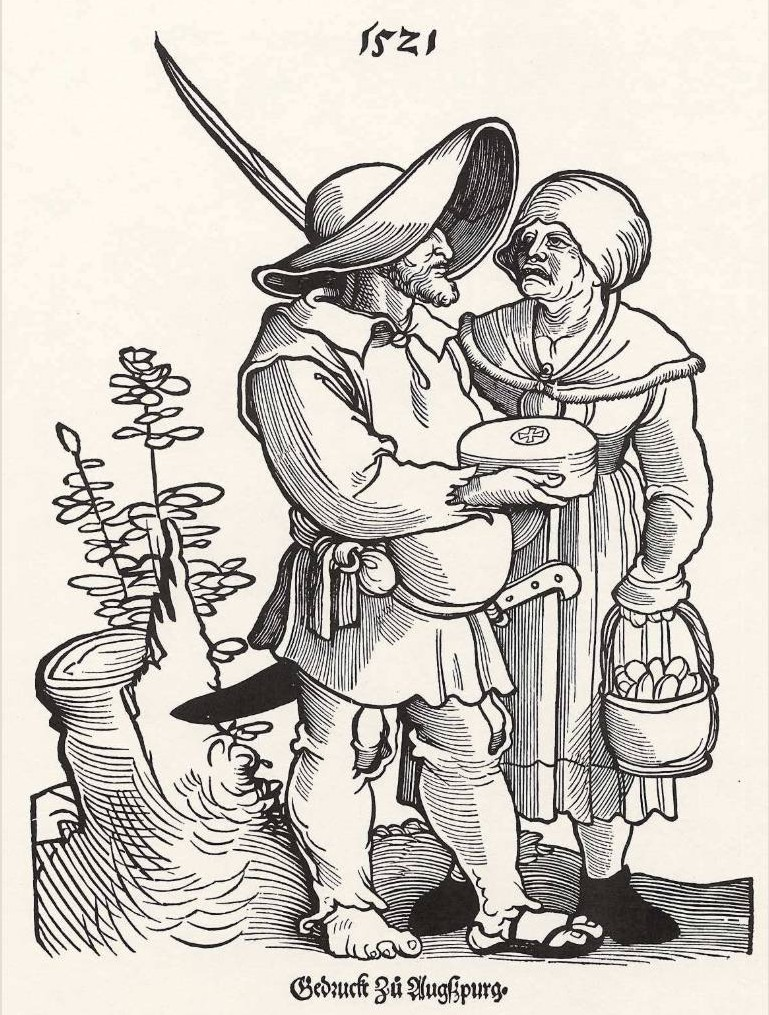
チーズ売りと妻
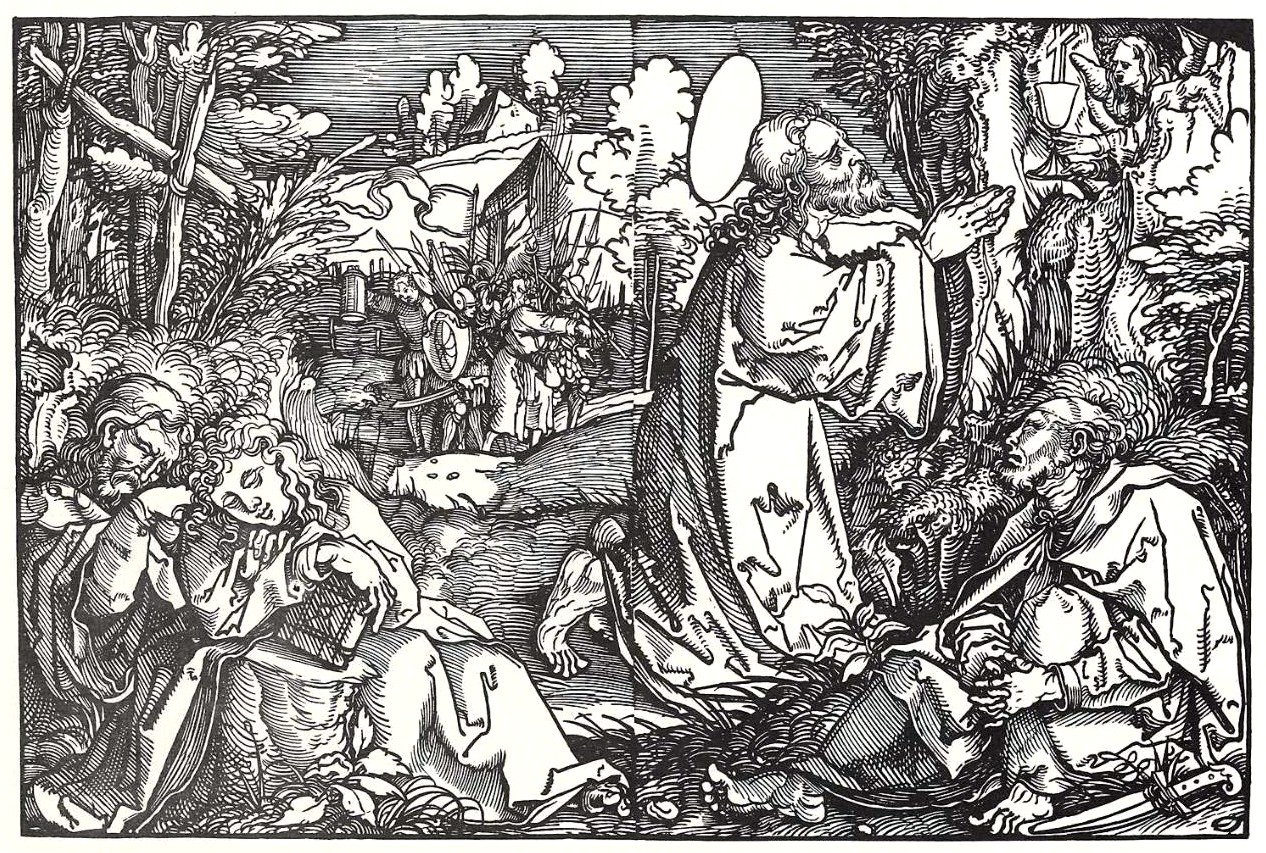
オリーブ山の祈祷者
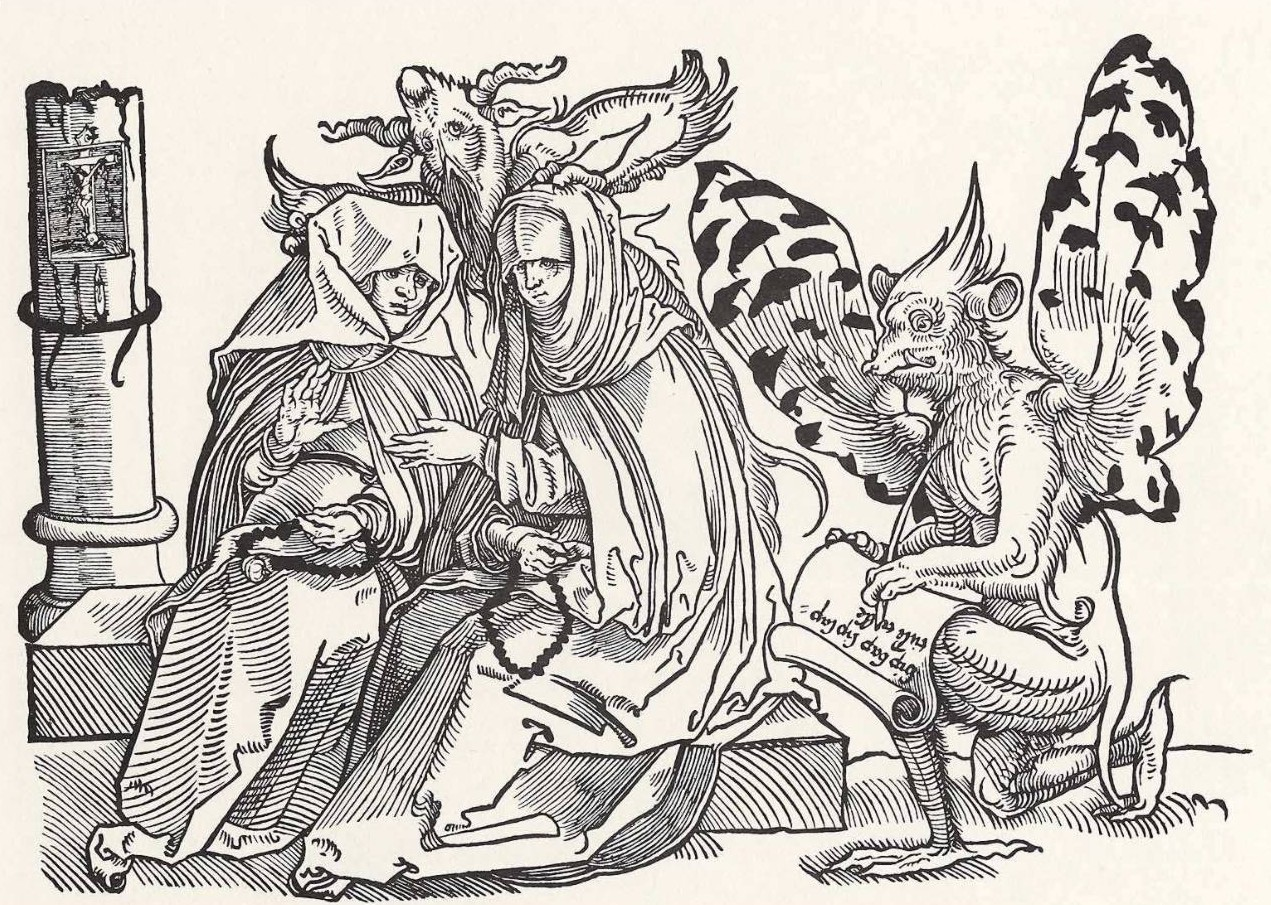
噂する婦人と悪魔
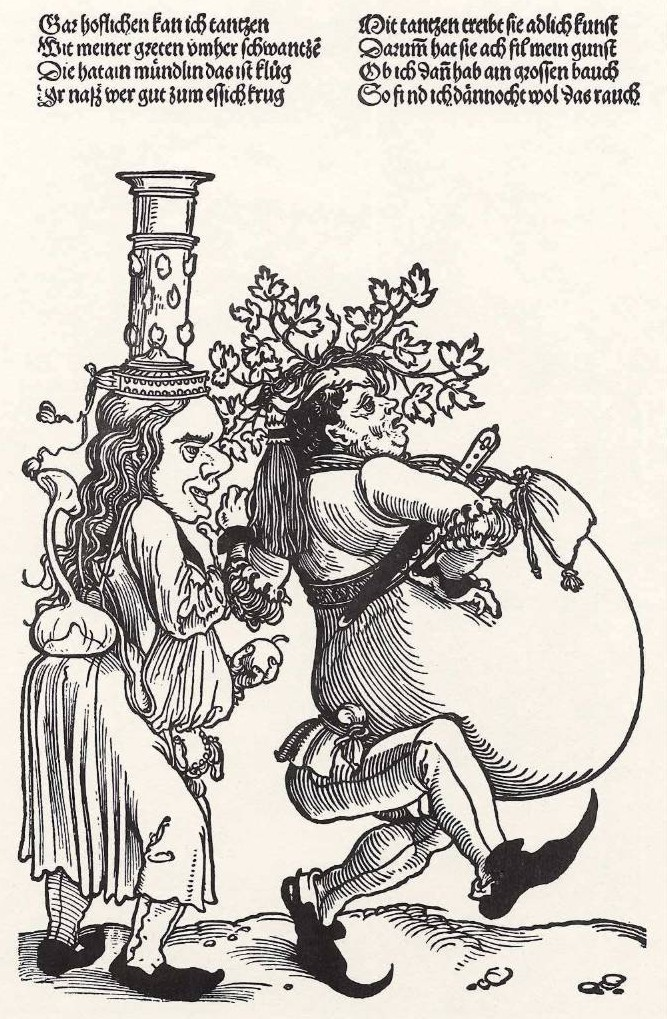
ダンサーと友人